# Римські та романські пам'ятки міста Арль
Римські та романські пам'ятки міста Арль (фр. Arles, monuments romains et romans) — група пам'яток в історичній частині міста Арль, яка 1981 року була занесена до списку світової спадщини ЮНЕСКО.
Охоронна зона займає 65 га. Тут розташовані такі пам'ятки історії й культури, занесені до списку світової спадщини ЮНЕСКО:
- Арени Арля
- Римський амфітеатр (Арль)
- Криптопортик та римський форум
- Терми Костянтина
- Мури римського каструма
- Некрополь Аліскам
- Собор святого Трохима та його монастир
- Римська екседра (двір Арльського музею)

## Галерея

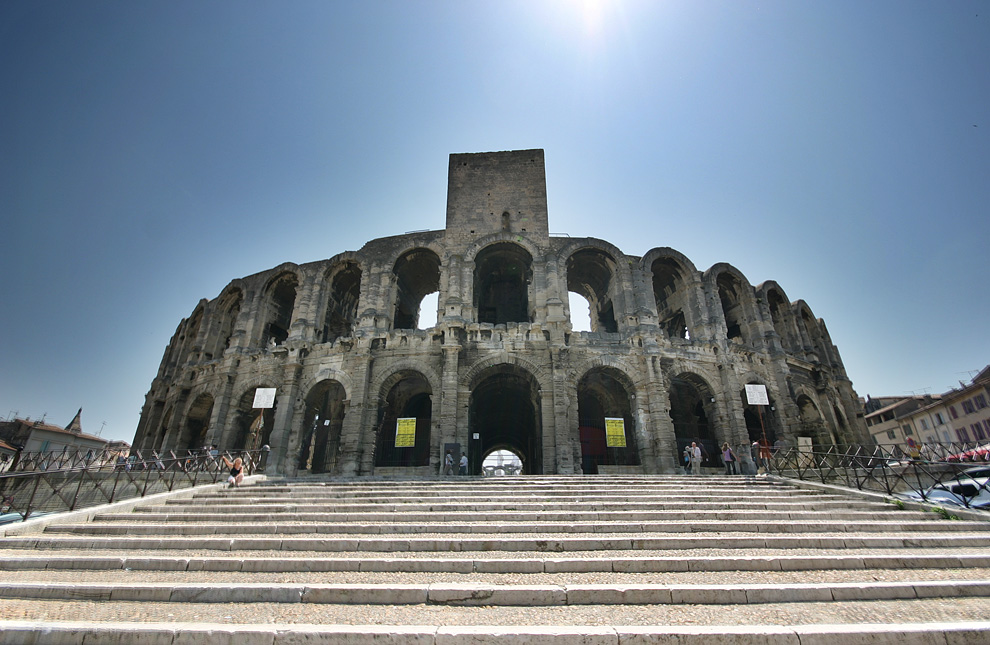
Арени Арля
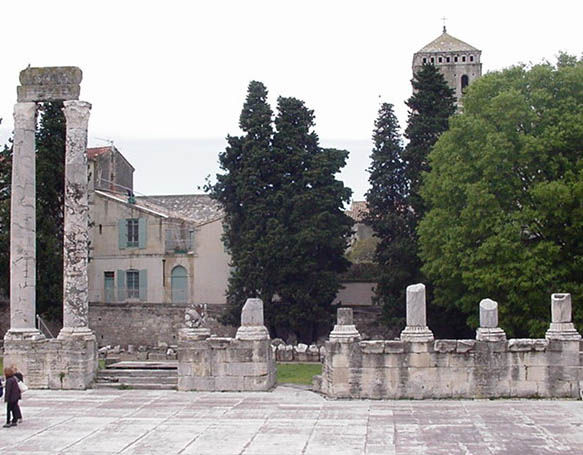
Римський театр в Арлі
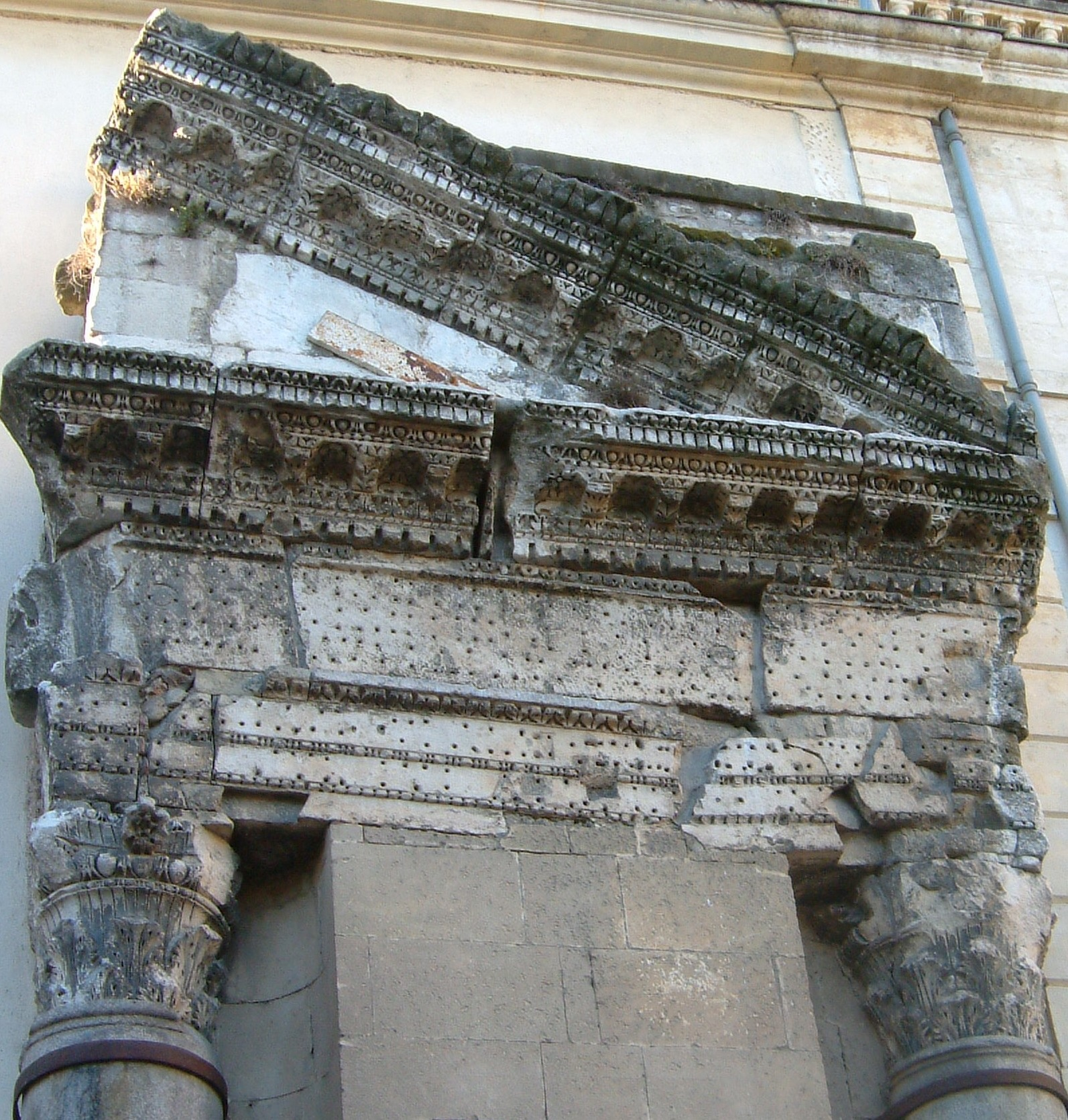
Руїни форуму
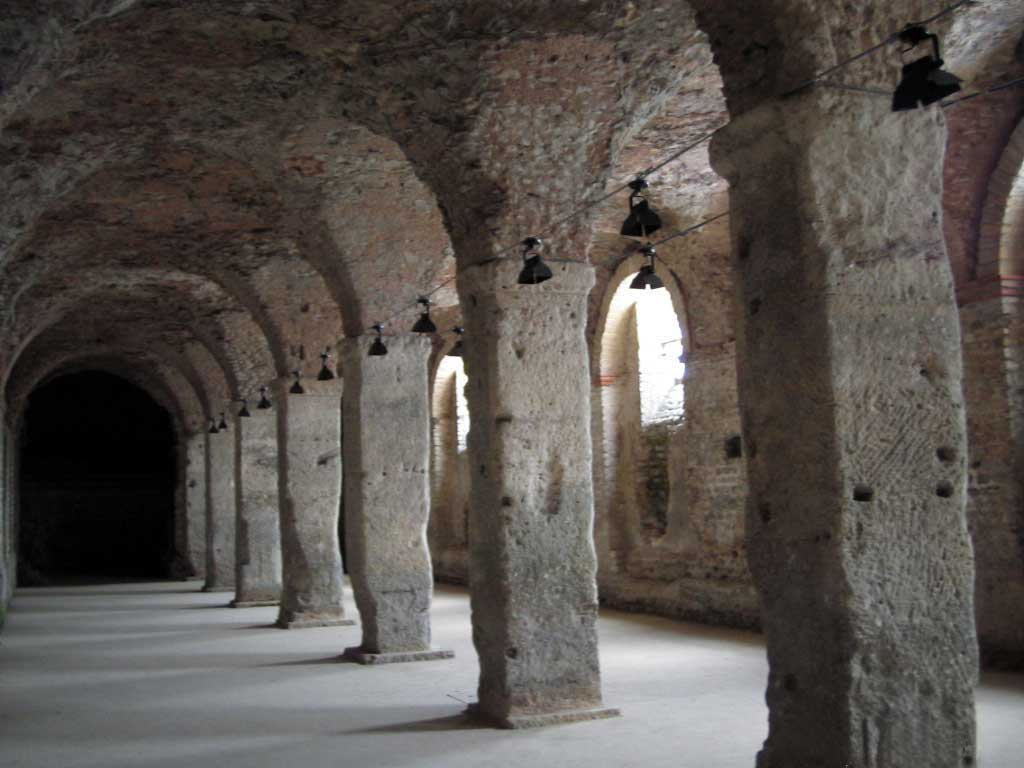
Криптопортик
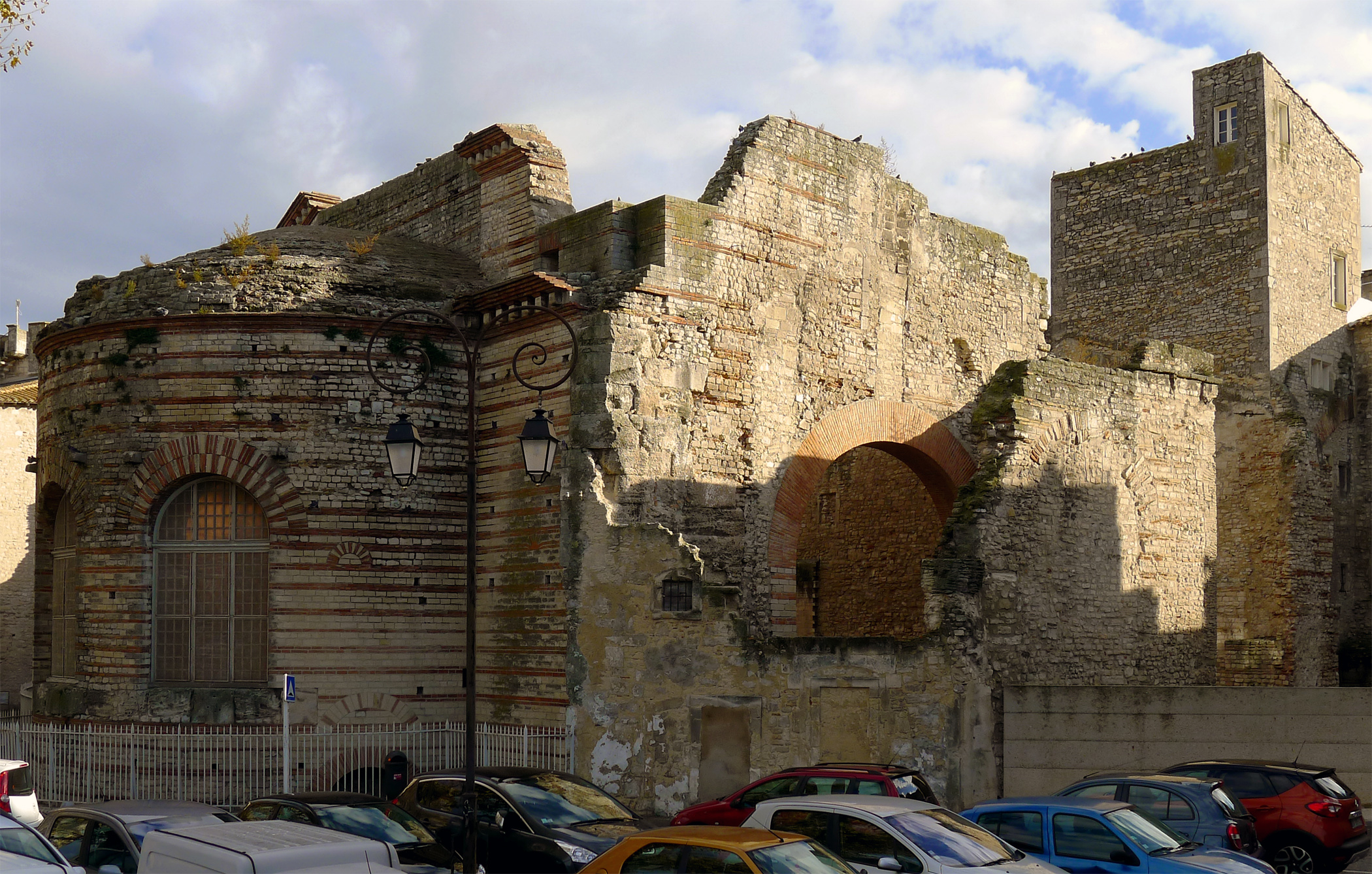
Терми Костянтина
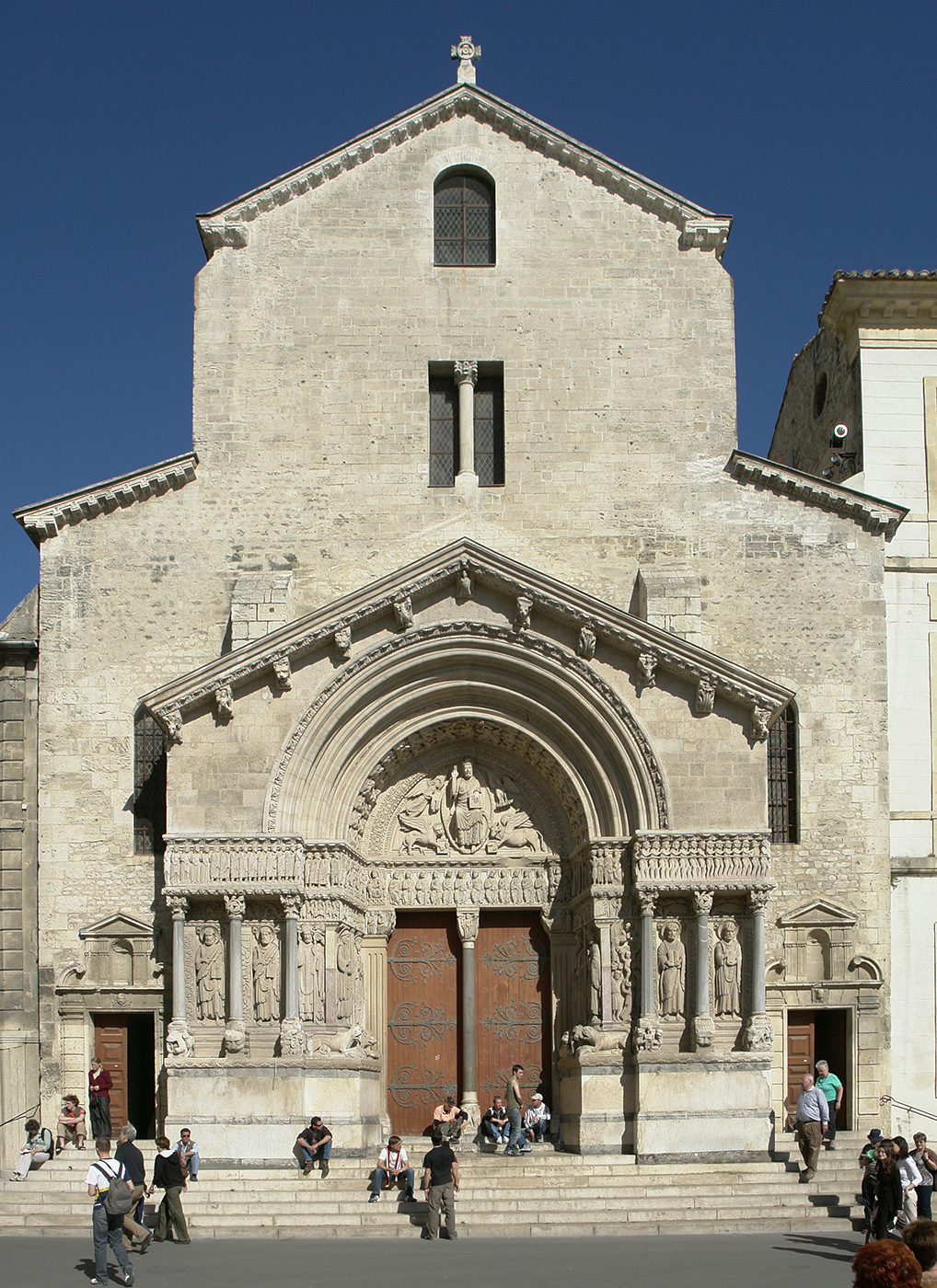
Собор святого Трохима
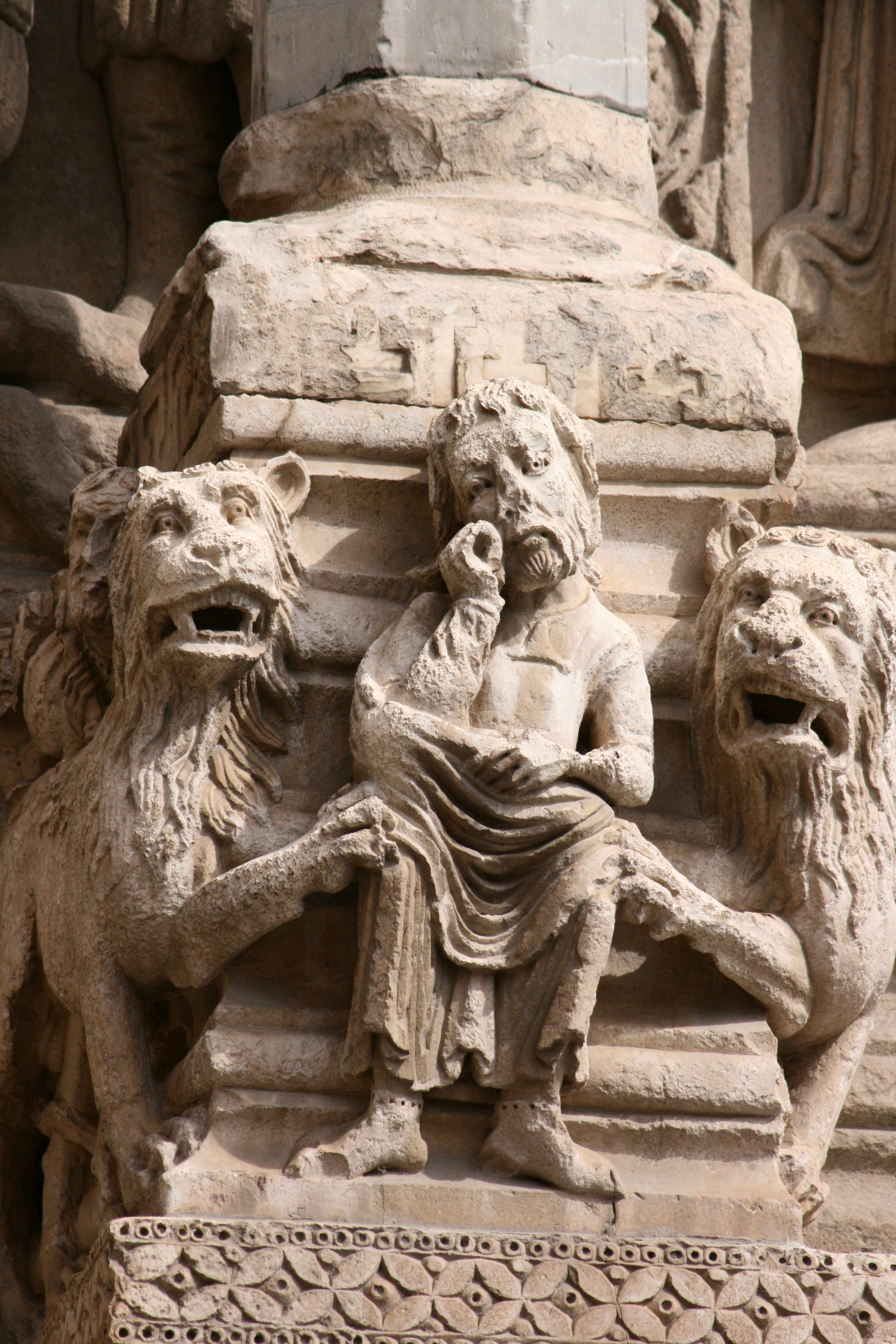
Собор святого Трохима, деталь
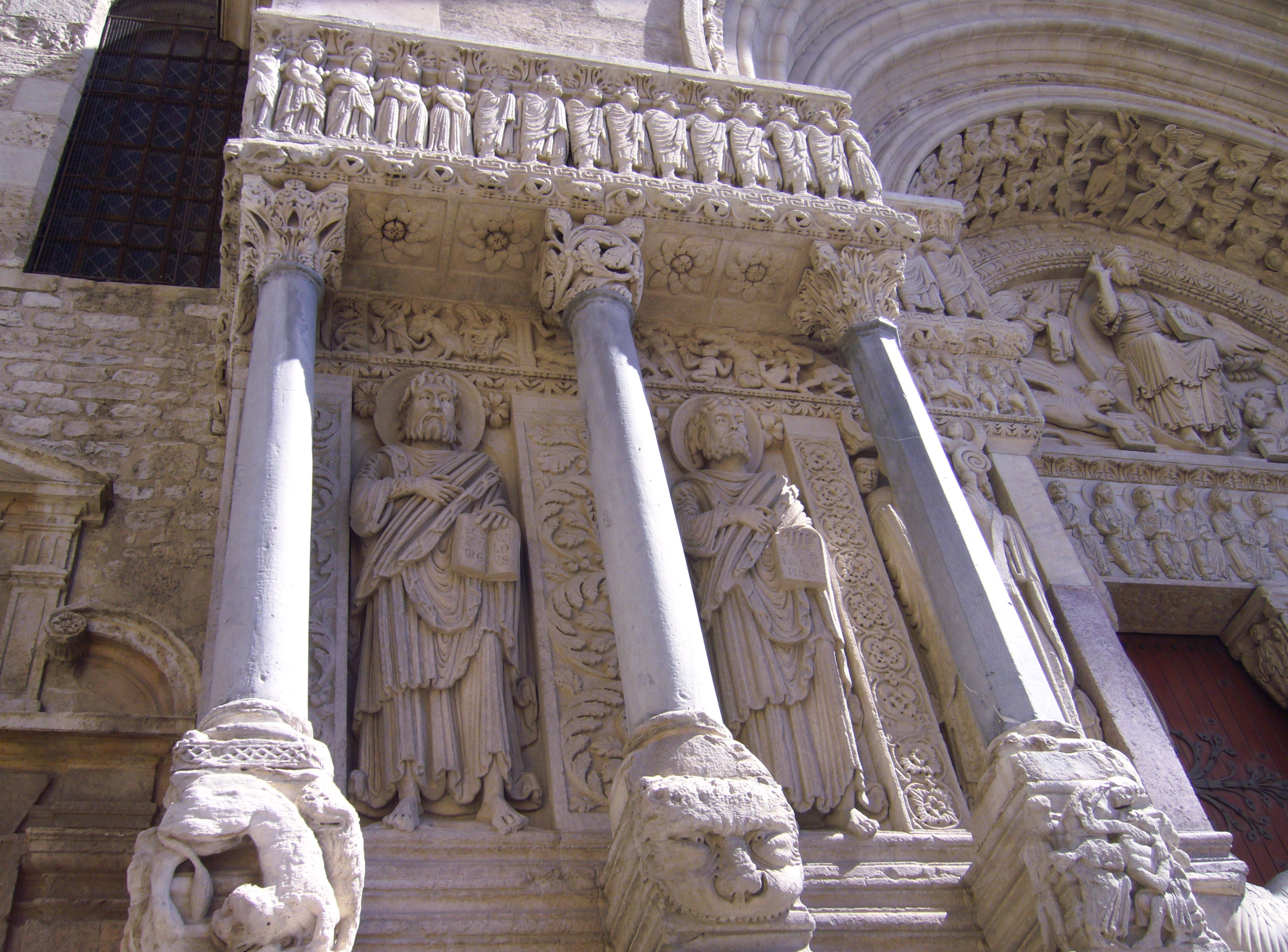
Західний портал собору
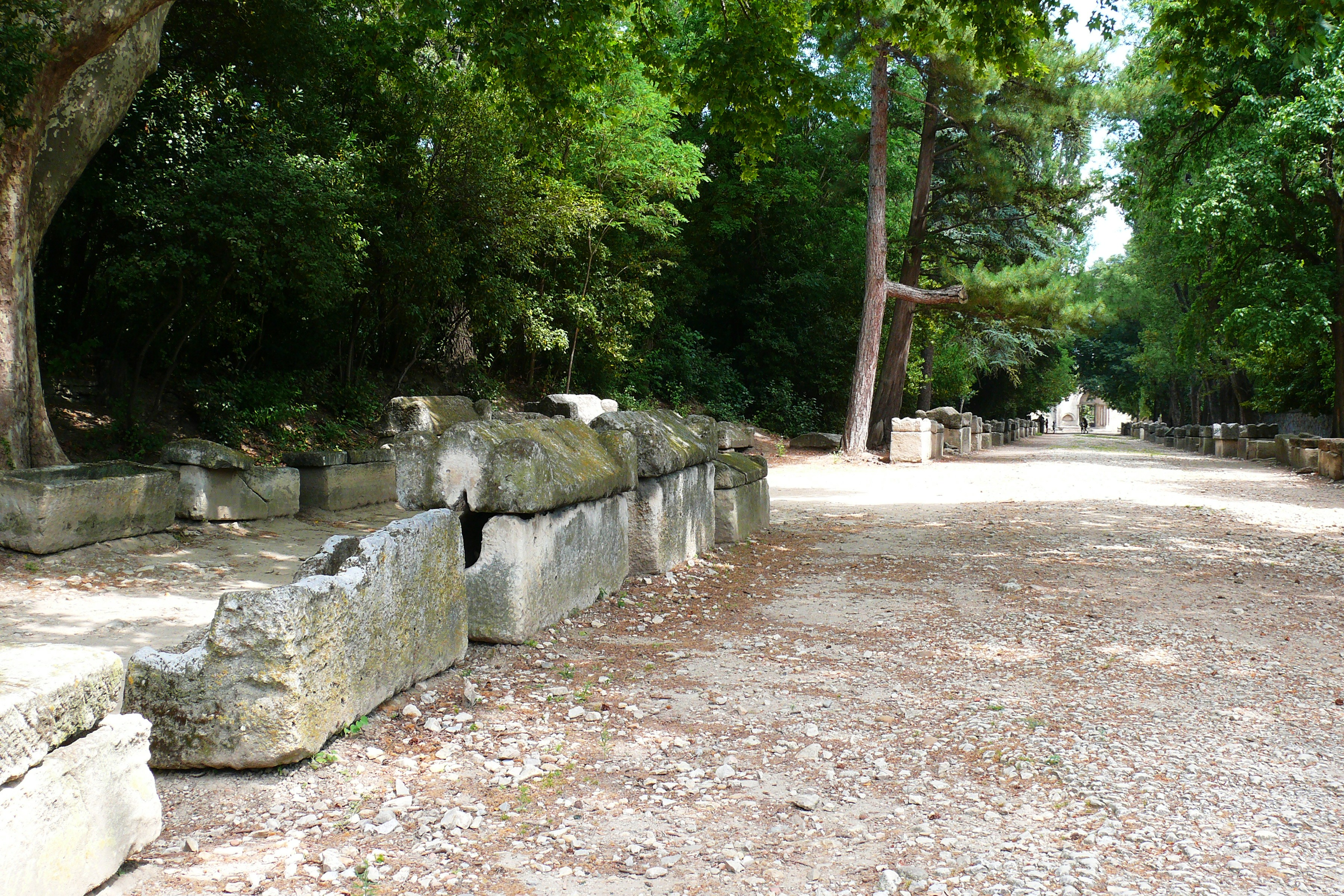
Некрополь Аліскам